# Polycaena matuta
Polycaena matuta är en fjärilsart som beskrevs av John Henry Leech 1893. Polycaena matuta ingår i släktet Polycaena och familjen Riodinidae. Inga underarter finns listade i Catalogue of Life.